# Vold mod den, der handler i offentlig tjeneste eller hverv
Vold mod den, der handler i offentlig tjeneste eller hverv anses for mere samfundsskadelig end vold i almindelighed. Som konsekvens heraf er denne forbrydelse kriminaliseret i en selvstændig paragraf i straffeloven:
§ 119. Den, som med vold eller trussel om vold overfalder nogen, hvem det påhviler at handle i medfør af offentlig tjeneste eller hverv, under udførelsen af tjenesten eller hvervet eller i anledning af samme, eller som på lige måde søger at hindre en sådan person i at foretage en lovlig tjenestehandling eller at tvinge ham til at foretage en tjenestehandling, straffes med bøde eller fængsel indtil 8 år.
Stk. 2. På samme måde straffes den, som, uden at forholdet falder ind under stk. 1, fremsætter trusler om vold, om frihedsberøvelse eller om sigtelse for strafbart eller ærerørigt forhold mod nogen, der af det offentlige er tillagt domsmyndighed eller myndighed til at træffe afgørelse vedrørende retsforhold eller vedrørende håndhævelse af statens straffemyndighed, i anledning af udførelsen af tjenesten eller hvervet, eller som på lige måde søger at hindre en sådan person i at foretage en lovlig tjenestehandling eller at tvinge ham til at foretage en tjenestehandling.
Stk. 3. Lægger nogen ellers de nævnte personer hindringer i vejen for udførelsen af deres tjeneste eller hverv, straffes han med bøde eller fængsel indtil 6 måneder.